# Coppa delle Coppe dell'AFC 1992-1993
La Coppa delle Coppe dell'AFC 1992-1993 è stata la terza edizione della torneo riservato alle squadre vincitrici delle coppe nazionali asiatiche.

## Formato
Venne ripristinato il formato della prima edizione, abolendo la suddivisione per provenienza geografica operata nella stagione precedente.

## Squadre partecipanti
Al torneo presero parte 17 squadre, escludendo la rappresentativa sudcoreana che si ritirò poco prima dell'inizio della competizione.
- Al-Ittihad
- Mohammedan
- Baniyas
- Yokohama Marinos
- Al-Ramtha
- Mohammedan
- Pupuk Kaltim
- Persepolis
- Sing Tao

- Al-Arabi
- Safa Beirut
- Fanja
- PIA
- Al Ahli
- Balestier
- York
- Quảng Nam Đà Nẵng

## Risultati

### Primo turno
| Squadra 1         | Totale | Squadra 2   | Andata | Ritorno |
| ----------------- | ------ | ----------- | ------ | ------- |
| Al-Arabi          | 1 - 0  | Al Ahli     | 0 - 0  | 1 - 0   |
| Baniyas           | 7 - 4  | Al-Ramtha   | 3 - 2  | 1 - 5   |
| Persepolis        | [ 3 ]  | Safa Beirut |        |         |
| Fanja             | [ 4 ]  | Mohammedan  |        |         |
| Quảng Nam Đà Nẵng | [ 5 ]  | Balestier   |        |         |
| Pupuk Kaltim      | [ 6 ]  | Sing Tao    |        |         |
| PIA               | [ 7 ]  | York        |        |         |

- Yokohama Marinos,  Mohammedan e  Al-Ittihad qualificate automaticamente al secondo turno.

### Secondo turno
| Squadra 1    | Totale | Squadra 2        | Andata | Ritorno |
| ------------ | ------ | ---------------- | ------ | ------- |
| Pupuk Kaltim | 2 - 4  | Yokohama Marinos | 1 - 1  | 1 - 3   |
| Al-Arabi     | 1 - 3  | Al-Ittihad       | 0 - 1  | 1 - 2   |
| Persepolis   | 2 - 0  | Fanja            | 0 - 0  | 2 - 0   |

- Yokohama Marinos e  Al-Ittihad qualificate in semifinale.
- Persepolis qualificato alla fase intermedia.
- Quảng Nam Đà Nẵng,  Mohammedan e  Baniyas classificate automaticamente alla fase intermedia.

### Fase intermedia
| Squadra 1  | Totale | Squadra 2         | Andata | Ritorno |
| ---------- | ------ | ----------------- | ------ | ------- |
| Persepolis | 3 - 2  | Baniyas           | 2 - 1  | 1 - 1   |
| Mohammedan | 1 - 2  | Quảng Nam Đà Nẵng | 1 - 1  | 3 - 0   |

- Quảng Nam Đà Nẵng e  Persepolis qualificate in semifinale.

### Semifinali
| Squadra 1        | Totale | Squadra 2         | Andata | Ritorno |
| ---------------- | ------ | ----------------- | ------ | ------- |
| Persepolis       | 2 - 1  | Al-Ittihad        | 1 - 0  | 1 - 1   |
| Yokohama Marinos | 4 - 1  | Quảng Nam Đà Nẵng | 3 - 0  | 1 - 1   |

### Finali
| Yokohama 17 gennaio 1993 | Yokohama Marinos | 1 – 1 | Persepolis |  |

| Persepoli 16 aprile 1993 | Persepolis | 0 – 1 | Yokohama Marinos |  |